# БРЭМ-Л
Бронированная ремонтно-эвакуационная машина (БРЭМ-Л) предназначена для эвакуации застрявшей и повреждённой лёгкой категории по массе техники, БТР, БМП, БМД и др. в том числе и из-под огня противника. Обеспечивает необходимый ремонт и техническое обслуживание в полевых условиях.
БРЭМ-Л разработана на базе боевой машины пехоты БМП-3 на Курганмашзаводе.

## Ремонтно-эвакуационное оборудование

### Крановая установка стреловая, полноповоротная
- Тип привода	гидравлический, механический
- Грузоподъёмность, т	5 или 11 (при использовании двойного полиспаста)
- Максимальный вылет стрелы, мм	4852

### Тяговая лебедка	механическая
- Тип привода	гидравлический
- Максимальное тяговое усилие, кН (тс)	140—160 (14—16)
- Рабочая длина троса, м	150

### Сошник-бульдозер
Используется для закрепления машины на местности, производства землеройных работ и движения на плаву
- Ширина отвала, мм	3150
- Тип привода	гидравлический
- Максимальная величина заглубления, мм	340

### Электросварочное оборудование
Используется для сварки и резки стали и алюминиевых сплавов
- Способ сварки	полуавтоматический электродуговой, ручной

### Грузовая платформа
цельнометаллическая, съёмная с откидным правым и задним бортами
- Грузоподъемность на суше, т 1,7
- Грузоподъемность на плаву, т 0,3

## Операторы
- СССР,
- Россия — некоторое количество БРЭМ-Л, по состоянию на 2012 год[1],
- Венесуэла — некоторое количество БРЭМ-Л, по состоянию на 2011 год[2],
- ОАЭ — 85 единиц БРЭМ-Л, по состоянию на 2012 год[3],
- Индонезия — некоторое количество машин, по состоянию на ноябрь 2013 года[источник не указан 1163 дня].